# Imsil-eup
Imsil-eup (koreanska: 임실읍) är en köping i kommunen Imsil-gun i provinsen Norra Jeolla i den centrala delen av Sydkorea, 220 km söder om huvudstaden Seoul. Det är kommunens administrativa huvudort.